# ونوس ویلیامز
ونوس ابونی استار ویلیامز (به انگلیسی: Venus Ebony Starr Williams) (زادهٔ ۱۷ ژوئن ۱۹۸۰ در کالیفرنیا) تنیسباز آمریکایی، قهرمان تنیس دونفرهٔ ویمبلدون، تنیس آزاد استرالیا و تنیس آزاد آمریکا و برندهٔ ۴ مدال طلای المپیک است.